# 二人麻雀
二人麻雀（ににんマージャン）とは2人で行う変則麻雀である。初期のコンピューターゲームや脱衣麻雀ゲームなどがこの形式であり、一部の地域及び二人麻雀愛好者を除き、実際に二人打ち麻雀が行われることは少ない。

## 概要
三人麻雀では基本的に27種108枚の麻雀牌を用いるが、二人麻雀では四人麻雀と同様に34種136枚を使用する。このため、牌の枚数に比べて自摸回数が少なく和了しにくくなっている。脱衣麻雀ゲームの多くは牌交換や積み込みなどのイカサマを導入することで和了にくさの解消を図っている。
香港では萬子と字牌のみを使って行う二人麻雀が1960年代以降から行われている。MONDO TV では一九字牌を除いたタンヤオ麻雀、その逆で一九字牌のみを使ったヤオチュー麻雀、萬子のみの萬雀を提供している。

## 通常の麻雀とのルールの変更点
基本的な部分は四人麻雀とほぼ同じ。
- 北家・西家がない。
- 東南戦の場合、東南ともに2局ずつの合計4局（流局を数えない場合）。
- 1局あたりの1人のツモ回数については18回・20回・22回のいずれかである。なお、多くのコンピューターゲームでは捨牌を2列で並べる。

### ツモとロンの差
ツモ損の採用の有無で異なる。多くの場合はツモ損を採用せずツモとロンの点数は同じである。
ツモ損がある場合はツモで得られる点数が半分になる。

## 二人麻雀が行われた漫画作品
- 愚連隊の神様、万寿十一伝説 紅蓮 - 役満縛り。
- 天 天和通りの快男児 - 一方が聴牌宣言を行ってからは相手にその待ちを看破されるまで一方的に自摸り続ける特殊ルール。
- 博打流雲 ナグモ - 幺九牌のみ52枚使用。
- 賭博黙示録カイジ - 満貫縛り。また、開始時に自身の前の山をすべて開いた上で配牌と捨て牌をその中から選択する。
- バクト - 萬子・字牌のみ、門前限定。
- ワシズ -閻魔の闘牌-